# Sceneggiata

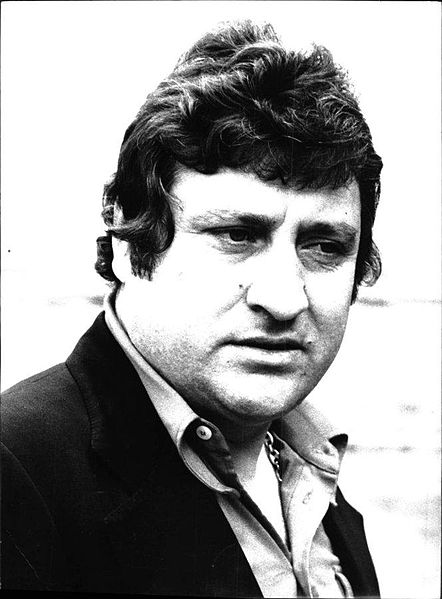
Mario Merola uno de los principales exponentes de la sceneggiata.

La sceneggiata (en italiano: sceneggiata napoletana; en napolitano: sceneggiata napulitana) es una clase de representación dramático-musical típica de Nápoles. La acción teatral se basa en una canción preexistente, popular para el público, sobre cuya letra se desarrolla una pieza escénica en prosa en la que se alternan los recitados, el canto y el baile. Las sceneggiate florecieron en Nápoles tras la Primera Guerra Mundial.